# Pilrito-comum

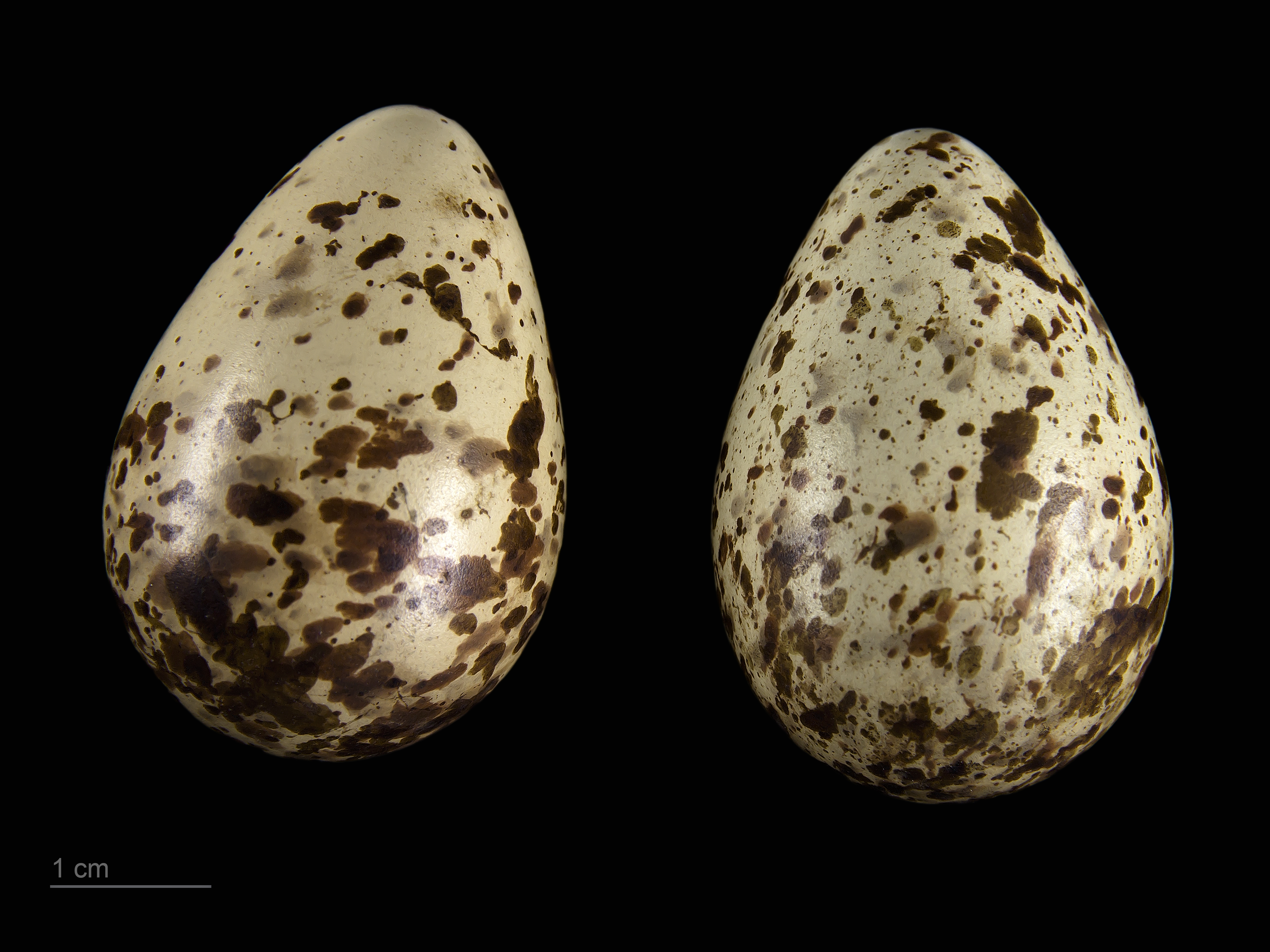
Calidris alpina alpina - MHNT

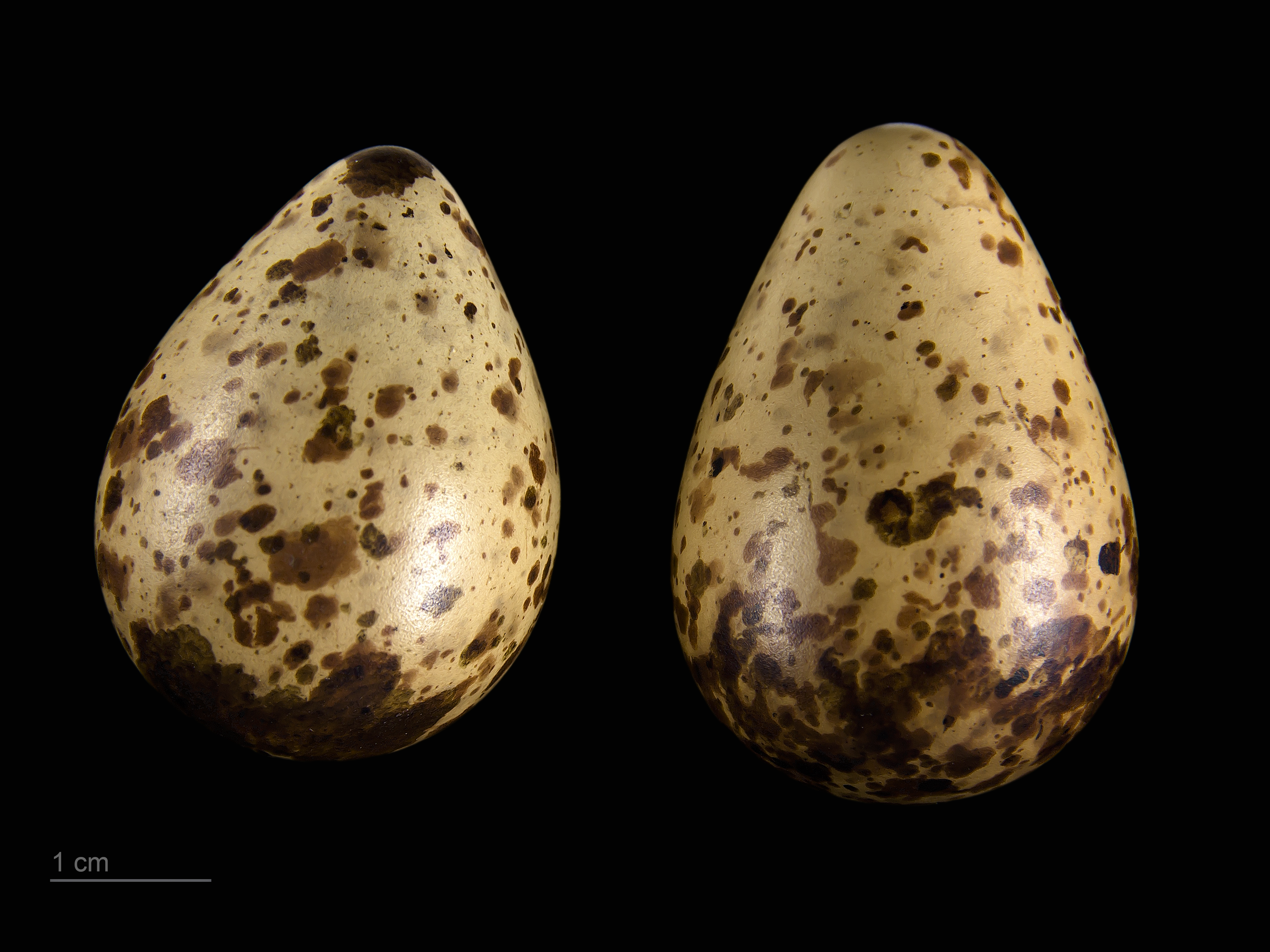
Calidris alpina schinzii - MHNT

Pilrito-comum ou pilrito-de-peito-preto (Calidris alpina) é uma ave da família Scolopacidae. É o mais comum dos pilritos europeus.
O pilrito-comum tem 17–21 cm de comprimento e as suas asas quando abertas atingem os 32–36 cm.
A sua alimentação consiste em moluscos e crustáceos.
Como nidificante, distribui-se sobretudo pela Escandinávia, pela Islândia, pela Escócia e pelo norte da Ásia, nidificando em áreas de tundra e charneca. O pilrito-comum nidifica em ninhos pouco profundos no solo com uma postura anual única de quatro ovos averdiscados com manchas acastanhadas.
No Inverno migra para sul, invernando nas zonas costeiras da Europa Central e meridional e também nas costas africanas. As aves adultas partem em Julho e Agosto, ao passo que os pilritos jovens partem de finais de Agosto a Outubro.
Em Portugal é uma espécie muito comum, que ocorre principalmente nos grandes estuários e, ocasionalmente, no interior do território.